# Linn megye (Iowa)
Linn megye az Amerikai Egyesült Államokban, azon belül Iowa államban található. Lakosainak száma 230 299 fő (2020. április 1.). Linn megye Delaware, Johnson, Jones, Cedar, Iowa, Benton és Buchanan megyékkel határos.

## Népesség
A megye népessége az elmúlt években az alábbi módon változott:
| Lakosok száma | 211 618 | 213 993 | 215 185 | 216 111 | 219 916 | 230 299 |
|               | 2010    | 2011    | 2012    | 2013    | 2015    | 2020    |